# 松本信雄
松本 信雄（まつもと のぶお、1926年 - 2000年12月5日）は、元競輪選手。日本競輪選手会岡山支部に在籍していた。

## 来歴
日本競輪学校ができる前に選手登録された期前選手で、選手登録番号は2572。1981年6月29日に選手登録削除されたが、特筆すべき戦績は残していない。引退後は、玉野競輪場の検車員となった。
一方、岡山県立水島工業高等学校自転車部を指導しながら、競輪選手ないし、競輪学校受験を志す自身の弟子の面倒も見るという、一大師弟グループ（通称:下津井グループ）を作り上げた。
その中には、西谷康彦（40期）、片岡克巳（42期）、松枝義幸（47期）、小橋正義、豊田知之（いずれも59期）、星島太（66期）などがおり、特別競輪を制覇ないし出場した選手を多数輩出した。